# Rio Ivaizinho
O rio Ivaizinho é um rio brasileiro que banha o estado do Paraná.